# نيكولاس يونغ
نيكولاس يونغ هو مدرب تزلج فني ‏ كندي، ولد في 3 مارس 1982 في بيمبروك في كندا.

## وصلات خارجية
- نيكولاس يونغ على موقع الاتحاد الدولي للتزلج (الإنجليزية)